# Prilly
Prilly es una ciudad y comuna suiza del cantón de Vaud, situada en el distrito del Ouest lausannois. Limita al norte con las comunas de Jouxtens-Mézery y Romanel-sur-Lausanne, al este y sur con Lausana, y al oeste con Renens.
La comuna hizo parte hasta el 31 de diciembre de 2007 del distrito de Lausana, círculo de Romanel.